# Anagonalia trava
Anagonalia trava är en insektsart som beskrevs av Young 1986. Anagonalia trava ingår i släktet Anagonalia och familjen dvärgstritar. Inga underarter finns listade i Catalogue of Life.